# آني إيوارت
آني إيوارت هي دراجة كندية، ولدت في 29 سبتمبر 1993 في فيكتوريا في كندا.

## وصلات خارجية
- آني إيوارت على موقع الاتحاد الدولي للدراجات (الإنجليزية)
- آني إيوارت على موقع أرشيف الدراجات (الإنجليزية)
- آني إيوارت على موقع إحصائيات الدراجات الإحترافية (الإنجليزية)